# Nataša Pirc Musar
Nataša Pirc Musar (ur. 9 maja 1968 w Lublanie) – słoweńska prawniczka, dziennikarka, urzędniczka, w latach 2004–2005 komisarz do spraw dostępu do informacji publicznej, następnie do 2014 rzecznik informacji, od 2022 prezydent Słowenii.

## Życiorys
W 1992 ukończyła studia prawnicze na Uniwersytecie Lublańskim, w 1997 zdała egzamin zawodowy i uzyskała uprawnienia adwokata. W 2015 doktoryzowała się na Uniwersytecie Wiedeńskim. Pracowała początkowo jako dziennikarka i prezenterka telewizyjna, prowadziła programy informacyjne TV Dnevnik w publicznej telewizji RTV Slovenija oraz 24UR w prywatnej stacji POP TV. Kształciła się w międzyczasie na University of Manchester, odbywała staże m.in. w BBC i Sky News, współpracowała z prasą i rozgłośniami radiowymi. W 2001 przeszła do przedsiębiorstwa finansowego Aktiva Group, w którym kierowała działem komunikacji. W 2003 objęła stanowisko dyrektora centrum edukacji i komunikacji w Sądzie Najwyższym.
W lipcu 2004 Zgromadzenie Państwowe wybrało ją na stanowisko komisarza do spraw dostępu do informacji publicznej. W grudniu 2005, po połączeniu tego urzędu z inspektoratem do spraw ochrony danych osobowych, objęła nowo utworzone stanowisko rzecznika informacji. W maju 2009 powołana na drugą kadencję, stanowisko to zajmowała do lipca 2014. Była wiceprzewodniczącą (2009–2013) i przewodniczącą (2013–2014) JSB Europol, organu tej agencji nadzorującego kwestie związane z obiegiem i przetwarzaniem danych. Założyła następnie własną kancelarię adwokacką, podejmując praktykę w zawodzie. Reprezentowała m.in. Melanię Trump. W 2021 weszła w skład rady wykonawczej słoweńskiej adwokatury.
W czerwcu 2022 zapowiedziała swój start w wyborach prezydenckich w tym samym roku; poparcie dla niej zadeklarowali m.in. byli prezydenci Milan Kučan i Danilo Türk. W pierwszej turze z października 2022 zajęła drugie miejsce z wynikiem niespełna 27% głosów. Przeszła do drugiej tury, w której jej konkurentem został Anže Logar z SDS. W listopadzie 2022 wygrała w drugiej turze, otrzymując około 53,9% głosów. Urząd prezydenta Słowenii objęła 22 grudnia 2022, stając się pierwszą kobietą pełniącą tę funkcję.

## Życie prywatne
Zamężna z przedsiębiorcą Alešem Musarem, z którym ma syna.

## Odznaczenia
- Krzyż Wielki Orderu Zbawiciela (Grecja, 2024)[11]
- Order Zasługi Republiki Włoskiej I Klasy z Wielkim Łańcuchem (Włochy, 2025)[12]
- Wielki Łańcuch Orderu Infanta Henryka (Portugalia, 2025)[13]